# Rio Paciência (Minas Gerais)
O rio Paciência é curso de água que banha a Zona da Mata do estado de Minas Gerais. É um afluente da margem esquerda do rio Pomba e, portanto, um subafluente do rio Paraíba do Sul. Apresenta 30 km de extensão e drena uma área de 247 km².
Nasce com o nome de córrego dos Luíses na serra da Mantiqueira, no município de Desterro do Melo a uma altitude de 1100 m. Em seu percurso, atravessa a cidade de Mercês. Ainda no município de Mercês, o rio Paciência recebe seu principal afluente, o ribeirão Espírito Santo, e tem sua foz no rio Pomba.